# Ellipoma nodulosa
Ellipoma nodulosa är en insektsart som beskrevs av Alexander Fyodorovich Emeljanov 2008. Ellipoma nodulosa ingår i släktet Ellipoma och familjen Dictyopharidae. Inga underarter finns listade i Catalogue of Life.